# Julian Kyer
Julian Kyer (* 15. Mai 1988) ist ein ehemaliger US-amerikanischer Radrennfahrer.
Julian Kyer wurde 2008 auf der Bahn US-amerikanischer Bahnradmeister in der Einerverfolgung der U23-Klasse. Im Jahr 2009 wurde er mit seinem Team US-Meister in der Mannschaftsverfolgung der Elite.
Auf der Straße fuhr Kyer in den Jahren von 2009 bis 2016 für verschiedene UCI Continental Teams. Sein erfolgreichstes Jahr war 2014, als er bei den US-Meisterschaften im Einzelzeitfahren den vierten und im Straßenrennen den fünften Platz belegte sowie in der Gesamtwertung des hors categorie-Etappenrennens Colorado Classic Elter wurde.

## Erfolge
2008
- US-amerikanischer Meister – Einerverfolgung (U23)

2009
- US-amerikanischer Meister – Mannschaftsverfolgung (mit Ian Moir, Taylor Phinney und Justin Williams)

## Teams
- 2009 Trek Livestrong (ab 1. März)
- 2010 Trek Livestrong U23
- 2011 Kelly Benefit Strategies-OptumHealth
- 2012 Bissell Cycling (ab 15. Juli)
- 2013 Bissell Cycling
- 2014 Team SmartStop-Mountain Khakis
- 2015 Team SmartStop
- 2016 Elevate Pro Cycling P/B Bicycle World